# Сфорца Чезарини, Сфорца Джузеппе
Сфорца Джузеппе Сфорца Чезарини (итал. Sforza Giuseppe Sforza Cesarini; 10 июня 1705, Рим — 11 августа 1744, там же), 3-й князь ди Дженцано, граф ди Санта-Фьора — римский аристократ, известный как герцог Сфорца-Чезарини.

## Биография
Сын Гаэтано I Сфорца Чезарини, 2-го князя ди Дженцано, графа Санта-Фьоре и Челано, и Виттории Конти, племянницы папы Иннокентия XIII.
Расточительный отец оставил своего наследника в плохом финансовом положении. Сфорца Джузеппе частично поправил семейные дела. В 1731—1732 годах он выстроил театр в районе нынешнего театра Арджентина. Торжественное открытие состоялось 13 января 1732 с постановкой оперы «Береника» Доменико Сарро.
В политике Сфорца Чезарини поддерживал традиционную для его семьи происпанскую линию. В 1734 году принес папе вассальную присягу от имени Карла III, ставшего королем Неаполя. В 1737 году продал инфанту дону Фелипе испанское графство Чинчон, ранее принадлежавшее семье Савелли, выручив за него очень большую сумму денег (600 тысяч скуди).
20 апреля 1738 был пожалован Филиппом V в рыцари ордена Золотого руна. Орденскую цепь получил из рук монарха 24-го в Аранхуэсе. В 1741 году был возведен в достоинство гранда Испании.
Умер в Риме 11 августа 1744 года. Его тело было перевезено в Санта-Фьору и помещено в церкви монахинь-капуцинок.

## Семья
Жена (1727): Мария Джустиниани, дочь Винченцо Джустиниани, князя ди Бассано, и Констанцы Бонкомпаньи
Дети:
- Филиппо (22.07.1727—6.12.1764), князь ди Дженцано, граф ди Санта-Фьора. Жена (1749): принцесса Анна Мария Колонна Барберини, дочь Джулио Чезаре Колонна ди Шарра, 5-го князя ди Карбоньяно, и Корнелии Констанцы Барберини, княгини ди Палестрина
- Гаэтано II (23.08.1728—19.03.1776), князь ди Дженцано. Жена 1) (1765): Тереза Антония Караччоло (1747—1767), дочь Джузеппе Литтерио Караччоло, 3-го князя ди Атена, и Лавинии Бонелли; 2) (17.01.1768): Марианна Каэтани (1750—1785), дочь Микеланджело Каэтани, 10-го герцога ди Сермонета, и Карлотты Ондедеи
- Систо (1730—1802). Жена: Хасинта де Торрес. От их потомства происходит ветвь Сфорца Бобадидья, графов ди Челано
- Ливия (1731—1808), монахиня
- Камилла (1732—1787), монахиня
- Виттория (1742—1778). Муж: Антонио II Бонкомпаньи Людовизи, князь Пьомбино
- Федерико (1733—1734)
- Джован Джорджо (ум. ребенком)
- Джулиано (ум. ребенком)
- Гвидо Асканио (р. и ум. 1737)
- Ипполита (ум. ребенком)